# Justyna Mospinek
Justyna Mospinek, född 8 november 1983, är en polsk bågskytt. Hon deltog vid olympiska sommarspelen 2004 och 2008.